# Fallrecht
Fallrecht (englisch case law) ist eine Rechtsordnung, die ihre primäre Rechtsquelle nicht in generellen Gesetzen, sondern in der richterlichen Entscheidung konkreter Fälle hat (Kasuistik). Es wird weitgehend im anglo-amerikanischen Rechtskreis angewandt. Im Fallrecht stützt sich die Rechtsfindung primär auf die frühere Rechtsprechung zu vorangegangenen vergleichbaren Fällen (Präzedenzfällen).

## Grundlagen
Im anglo-amerikanischen Recht werden für die juristische Lösung eines Falles vergleichbare, bereits entschiedene Fälle herangezogen, um daraus Urteilsmaximen für den aktuellen Fall zu gewinnen. Versprach beispielsweise jemand eine Leistung, die er erkennbar nicht erbringen konnte, so suchte man im Prozess nach früheren Urteilen in vergleichbaren Fällen und urteilte dann analog dem passenden früheren Fall.
Diese induktive Methode stellt sicher, dass das gesprochene Recht innerhalb einer Rechtsgemeinschaft stets in der Tradition früherer Rechtsurteile bleibt (Grundsatz des Stare decisis). Dahinter steht das Bestreben, Rechtssicherheit zu wahren, und das Vertrauen auf die Bewährung überlieferter Rechtserfahrung, seltener auch die rechtsphilosophische Überzeugung, dass Gerechtigkeit als Naturrecht bestehe.

## Vorgehensweise
Im Fallrecht besteht die Aufgabe des Juristen im Wesentlichen darin, Präzedenzurteile zu finden (zu diesem Zweck gibt es umfangreiche Bibliotheken mit Urteilen zu Präzedenzfällen), dann zu sehen, ob und worin der neu zu beurteilende konkrete Fall von den Präzedenzfällen abweicht („distinguishing“) und abzuwägen, ob er diesen gleichzubewerten und daher gleichzubehandeln hat. Trifft das nicht zu, ist darzulegen, warum und in welcher Hinsicht die Abweichung des jetzigen konkreten Falles vom Präzedenzfall zu einer abweichenden Entscheidung führen muss. Will man von einer bisher etablierten Bewertung (und damit vom bisherigen Recht) abweichen, so bedarf dieses „overruling“ einer Rechtfertigung. Diese muss nachweisen, warum die Gründe für das Abweichen vom bisherigen Recht schwerer wiegen als das Kontinuitätsinteresse.

## Fallrecht im deutschen Rechtskreis
Im „geltenden Recht“ des deutschen Rechtskreises sind in erster Linie Gesetze und Verordnungen, also generelle (gesetzte) Normen, als Rechtsquelle heranzuziehen. Daneben besteht es heute zu einem wesentlichen Teil aus den von der Rechtsprechung entwickelten Fallrechtsgrundsätzen, dem Richterrecht.
Fallrecht entsteht im deutschen Recht vor allem durch richterliche Weiterentwicklung des Rechts. Von eigentlichem Fallrecht spricht man, wenn eine präjudiziell gebundene Praxis sich zu Gewohnheitsrecht verfestigt hat, das sich von den konkreten Präzedenzfällen gelöst hat. Fallrecht findet sich vor allem in sehr dynamischen Lebensbereichen, in denen das gesetzte Recht oft der Entwicklung hinterherhinkt, so etwa im Mietrecht, Medienrecht, Internetrecht und Arbeitsrecht, also in Rechtsgebieten, in denen eine schnell fortschreitende Entwicklung stattfindet, der veraltende Gesetze mitunter nicht mehr gerecht werden.
Fallrecht wird oft nicht nur mit der Fundstelle wegbereitender Entscheidungen, sondern zusätzlich mit deren Namen zitiert (z. B. als „Stromdiebstahlsfall“ des Reichsgerichts oder als „Apothekenurteil“ des Bundesverfassungsgerichts), ähnlich dem angelsächsischen case law.